# Urobatis concentricus
Urobatis concentricus är en rockeart som beskrevs av Osburn och Nichols 1916. Urobatis concentricus ingår i släktet Urobatis och familjen Urotrygonidae. IUCN kategoriserar arten globalt som otillräckligt studerad. Inga underarter finns listade i Catalogue of Life.